# Associazione Calcio Milan e nazionali di calcio

Paolo Maldini, qui in azione con la maglia azzurra nel 2001, detiene il maggiore numero di presenze (126) per un calciatore del Milan nella nazionale maggiore italiana

Il legame tra l'Associazione Calcio Milan e la nazionale di calcio dell'Italia ebbe inizio nel 1910 con la prima gara disputata dalla squadra rappresentativa nazionale. La società milanista è la terza per numero di giocatori forniti alla nazionale maggiore italiana: all'8 novembre 2024 sono 111 i calciatori del Milan ad aver collezionato almeno una presenza in campo nella nazionale «A» durante la loro militanza tra le file dei rossoneri. Solo la Juventus con 152 e l'Inter con 119 hanno fornito un numero più alto di giocatori che hanno indossato la maglia azzurra. Il maggior numero di presenze è ad appannaggio di Paolo Maldini (126), mentre il primato delle reti va a Gianni Rivera (14).
I primi rossoneri a vestire la maglia della nazionale italiana furono Aldo Cevenini e Pietro Lana, i quali scesero in campo nella partita di debutto degli azzurri del 15 maggio 1910, giocata all'Arena Civica di Milano contro la Francia: la gara terminò 6-2 per l'Italia e Lana fu l'autore della prima rete nella storia della nazionale nonché della prima tripletta in azzurro.

## Calciatori italiani

### Calciatori convocati nella nazionale «A» italiana
Dati aggiornati al 15 novembre 2023.

Franco Baresi, campione del mondo 1982, terzo classificato nel 1990 e finalista nel 1994

Roberto Donadoni, terzo classificato al mondiale 1990 e finalista nel 1994

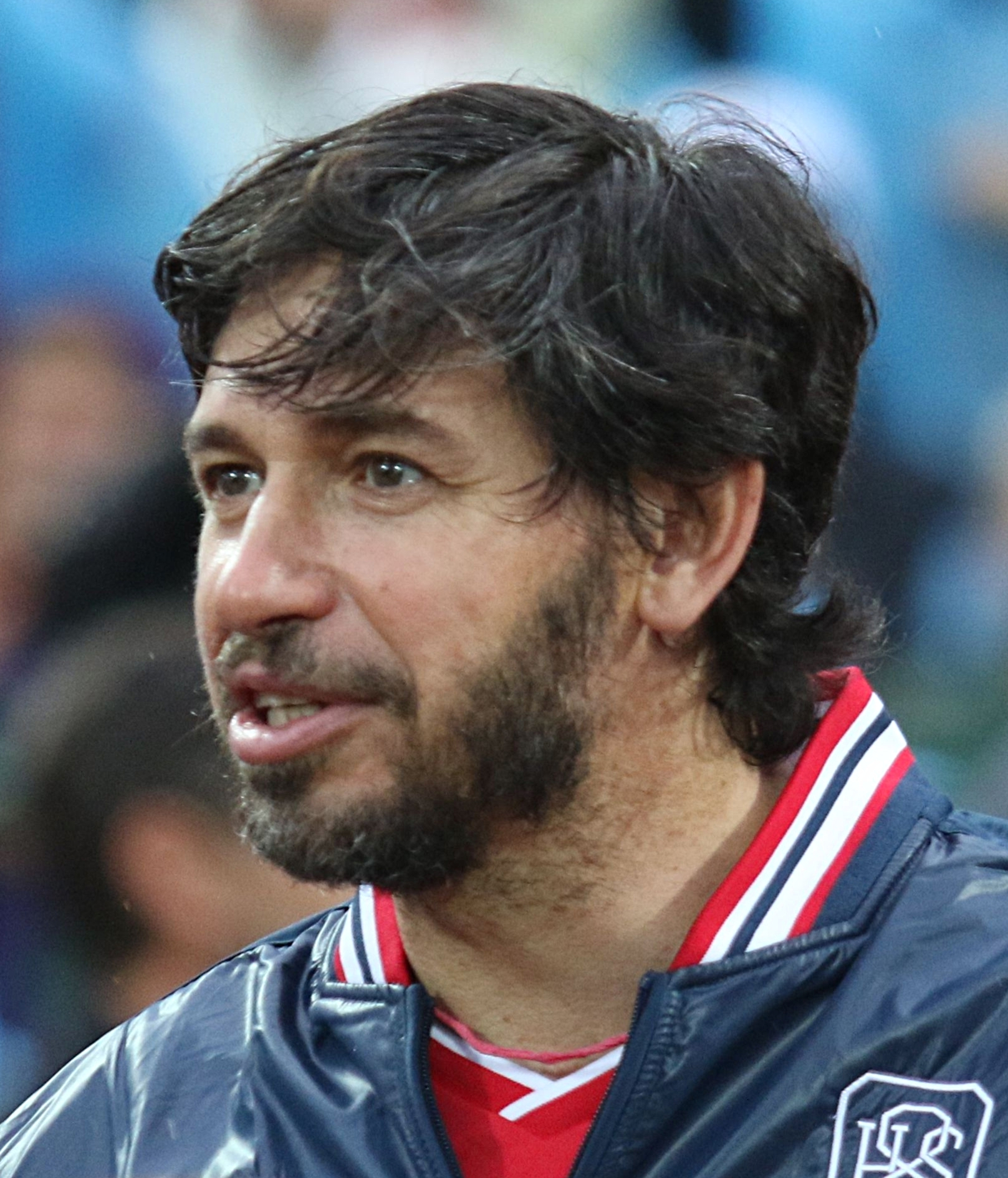
Demetrio Albertini, finalista mondiale nel 1994

Alessandro Costacurta, finalista mondiale nel 1994

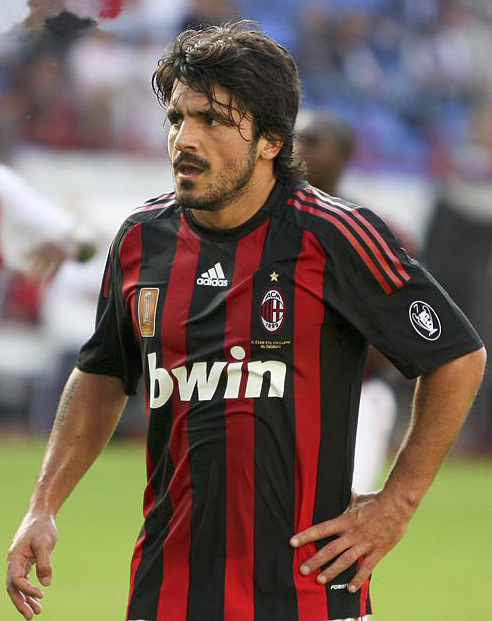
Gennaro Gattuso, campione del mondo 2006

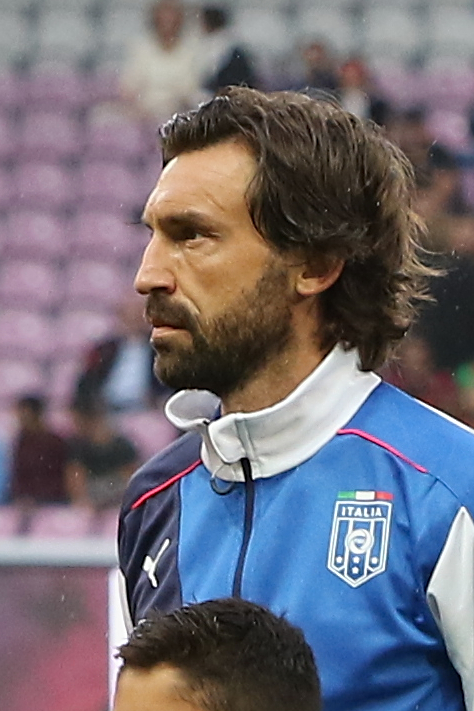
Andrea Pirlo, campione del mondo 2006

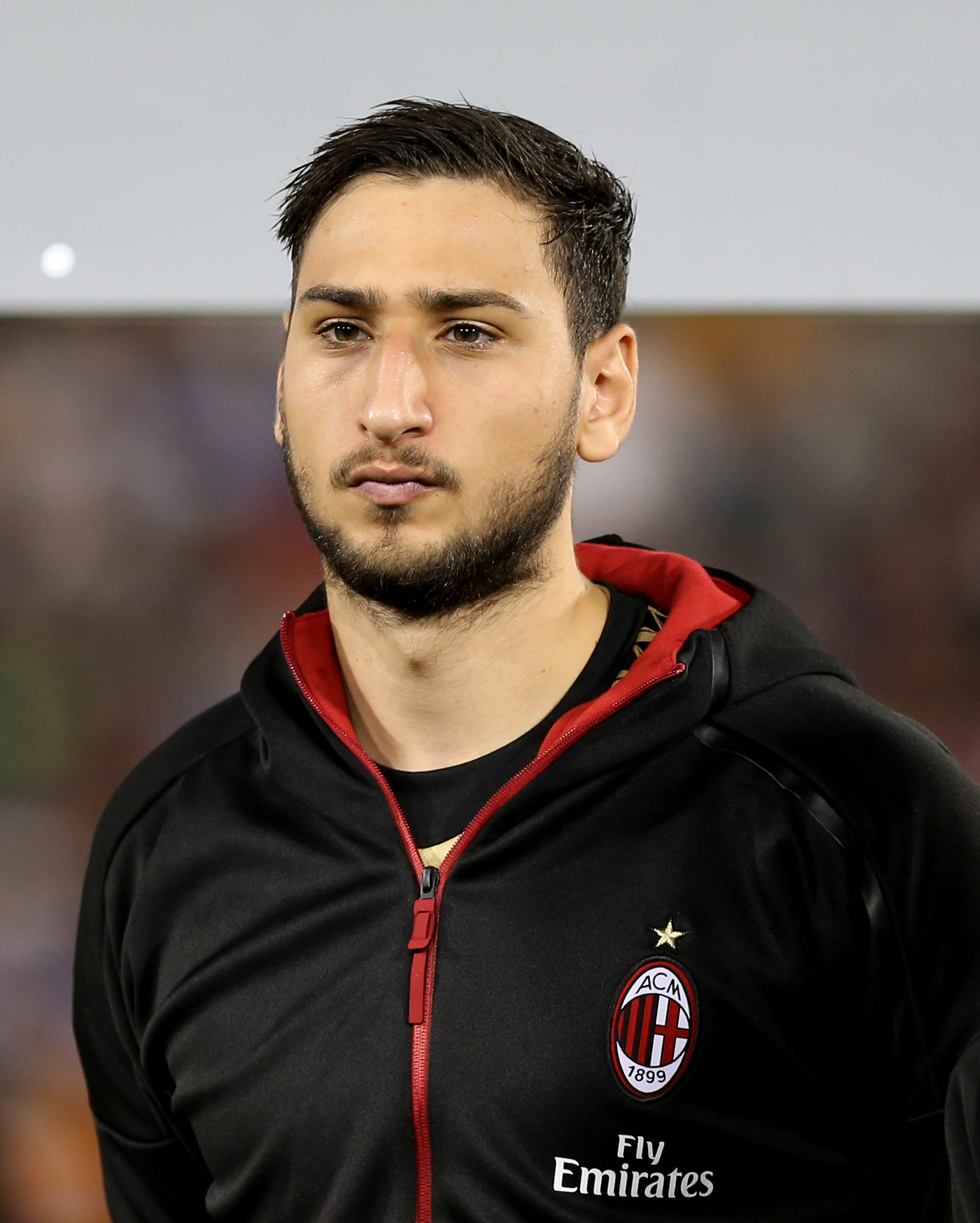
Gianluigi Donnarumma, campione d'Europa 2020

| Giocatore                   | Presenze | Reti segnate | Presenze da capitano |
| --------------------------- | -------- | ------------ | -------------------- |
| Paolo Maldini               | 126      | 7            | 74                   |
| Franco Baresi               | 81       | 1            | 31                   |
| Demetrio Albertini          | 79       | 2            | 6                    |
| Andrea Pirlo                | 74       | 9            | 4                    |
| Gennaro Gattuso             | 73       | 1            | 2                    |
| Gianni Rivera               | 60       | 14           | 4                    |
| Alessandro Costacurta       | 59       | 2            | 3                    |
| Roberto Donadoni            | 59       | 5            | 0                    |
| Massimo Ambrosini           | 35       | 0            | 1                    |
| Fulvio Collovati            | 33       | 3            | 0                    |
| Gianluigi Donnarumma        | 33       | 0            | 0                    |
| Mattia De Sciglio           | 31       | 0            | 0                    |
| Alessandro Nesta            | 31       | 0            | 3                    |
| Romeo Benetti               | 29       | 0            | 0                    |
| Riccardo Montolivo          | 29       | 1            | 2                    |
| Filippo Inzaghi             | 25       | 10           | 0                    |
| Roberto Rosato              | 23       | 0            | 0                    |
| Gianluca Zambrotta          | 23       | 0            | 2                    |
| Ignazio Abate               | 22       | 1            | 0                    |
| Alberto Gilardino           | 19       | 7            | 0                    |
| Carlo Annovazzi             | 17       | 0            | 6                    |
| Mario Balotelli             | 17       | 8            | 0                    |
| Giovanni Lodetti            | 17       | 2            | 0                    |
| Giovanni Trapattoni         | 17       | 1            | 0                    |
| Antonio Cassano             | 15       | 5            | 1                    |
| Cesare Maldini              | 14       | 0            | 6                    |
| Omero Tognon                | 14       | 0            | 0                    |
| Carlo Ancelotti             | 13       | 0            | 0                    |
| Giacomo Bonaventura         | 13       | 0            | 0                    |
| Stephan El Shaarawy         | 13       | 1            | 0                    |
| Amleto Frignani             | 13       | 6            | 0                    |
| Pierino Prati               | 13       | 7            | 0                    |
| Renzo De Vecchi             | 12       | 0            | 0                    |
| Stefano Eranio              | 12       | 3            | 0                    |
| Alessio Romagnoli           | 12       | 2            | 0                    |
| Sandro Tonali               | 11       | 0            | 0                    |
| Leonardo Bonucci            | 10       | 1            | 3                    |
| Aldo Maldera                | 10       | 0            | 0                    |
| Bruno Mora                  | 10       | 2            | 0                    |
| Daniele Massaro             | 9        | 1            | 0                    |
| Antonio Nocerino            | 9        | 0            | 0                    |
| Massimo Oddo                | 9        | 0            | 0                    |
| Riccardo Carapellese        | 8        | 7            | 2                    |
| Aldo Cevenini               | 8        | 1            | 0                    |
| Sandro Salvadore            | 8        | 0            | 0                    |
| Davide Calabria             | 7        | 0            | 0                    |
| Mauro Tassotti              | 7        | 0            | 0                    |
| José Altafini (*)           | 6        | 5            | 0                    |
| Luca Antonelli              | 6        | 0            | 0                    |
| Francesco Coco              | 6        | 0            | 0                    |
| Alberico Evani              | 6        | 0            | 0                    |
| Gianluigi Lentini           | 6        | 0            | 0                    |
| Cesare Lovati (*)           | 6        | 0            | 0                    |
| Giuseppe Pancaro            | 6        | 0            | 0                    |
| Daniele Bonera              | 5        | 0            | 0                    |
| Fabio Capello               | 5        | 0            | 0                    |
| Carlo Galli                 | 5        | 1            | 0                    |
| Luigi Radice                | 5        | 0            | 0                    |
| Alberto Aquilani            | 4        | 0            | 0                    |
| Sergio Battistini           | 4        | 1            | 0                    |
| Gastone Bean                | 4        | 0            | 0                    |
| Lorenzo Buffon              | 4        | 0            | 0                    |
| Alessandro Florenzi         | 4        | 0            | 1                    |
| Christian Panucci           | 4        | 1            | 0                    |
| Giuseppe Sabadini           | 4        | 0            | 0                    |
| Juan Alberto Schiaffino (*) | 4        | 0            | 0                    |
| Marco Simone                | 4        | 0            | 0                    |
| Christian Vieri             | 4        | 1            | 0                    |
| Mario Bergamaschi           | 3        | 0            | 0                    |
| Renzo Burini                | 3        | 1            | 0                    |
| Alfio Fontana               | 3        | 0            | 0                    |
| Mario Magnozzi              | 3        | 1            | 0                    |
| Arturo Silvestri            | 3        | 0            | 0                    |
| Attilio Trerè               | 3        | 0            | 0                    |
| Luciano Zecchini            | 3        | 0            | 0                    |
| Christian Abbiati           | 2        | 0            | 0                    |
| Angelo Anquilletti          | 2        | 0            | 0                    |
| Roberto Baggio              | 2        | 1            | 0                    |
| Andrea Bertolacci           | 2        | 0            | 0                    |
| Aldo Boffi                  | 2        | 0            | 0                    |
| Dario Bonetti               | 2        | 0            | 0                    |
| Marco Borriello             | 2        | 0            | 0                    |
| Ruben Buriani               | 2        | 0            | 0                    |
| Egidio Capra                | 2        | 0            | 0                    |
| Gustavo Carrer              | 2        | 1            | 0                    |
| Luciano Chiarugi            | 2        | 0            | 0                    |
| Pietro Grosso               | 2        | 0            | 0                    |
| Pietro Lana                 | 2        | 3            | 0                    |
| Saul Malatrasi              | 2        | 0            | 0                    |
| Tommaso Pobega              | 2        | 0            | 0                    |
| Andrea Poli                 | 2        | 0            | 0                    |
| Giuseppe Rizzi              | 2        | 0            | 0                    |
| Paolo Rossi                 | 2        | 0            | 0                    |
| Mario Trebbi                | 2        | 0            | 0                    |
| Andrea Bonomi               | 1        | 0            | 0                    |
| Cristian Brocchi            | 1        | 0            | 0                    |
| Mattia Caldara              | 1        | 0            | 0                    |
| Andrea Conti                | 1        | 0            | 0                    |
| Patrick Cutrone             | 1        | 0            | 0                    |
| Mario David                 | 1        | 0            | 0                    |
| Giorgio Ghezzi              | 1        | 0            | 0                    |
| Walter Alfredo Novellino    | 1        | 0            | 0                    |
| Giampaolo Pazzini           | 1        | 0            | 0                    |
| Eduardo Ricagni (*)         | 1        | 0            | 0                    |
| Marco Sala                  | 1        | 0            | 0                    |
| Abdon Sgarbi                | 1        | 0            | 0                    |

Fonte:  Nazionali in cifre: Convocati da una società, su figc.it, Federazione Italiana Giuoco Calcio. URL consultato il 10 ottobre 2016 (archiviato dall'url originale il 9 novembre 2011).

Legenda:

 Calciatori vincitori del campionato mondiale di calcio durante la loro militanza nel Milan.

 Calciatori vincitori del campionato europeo di calcio durante la loro militanza nel Milan.

(*) Calciatori oriundi.

### Vincitori di competizioni

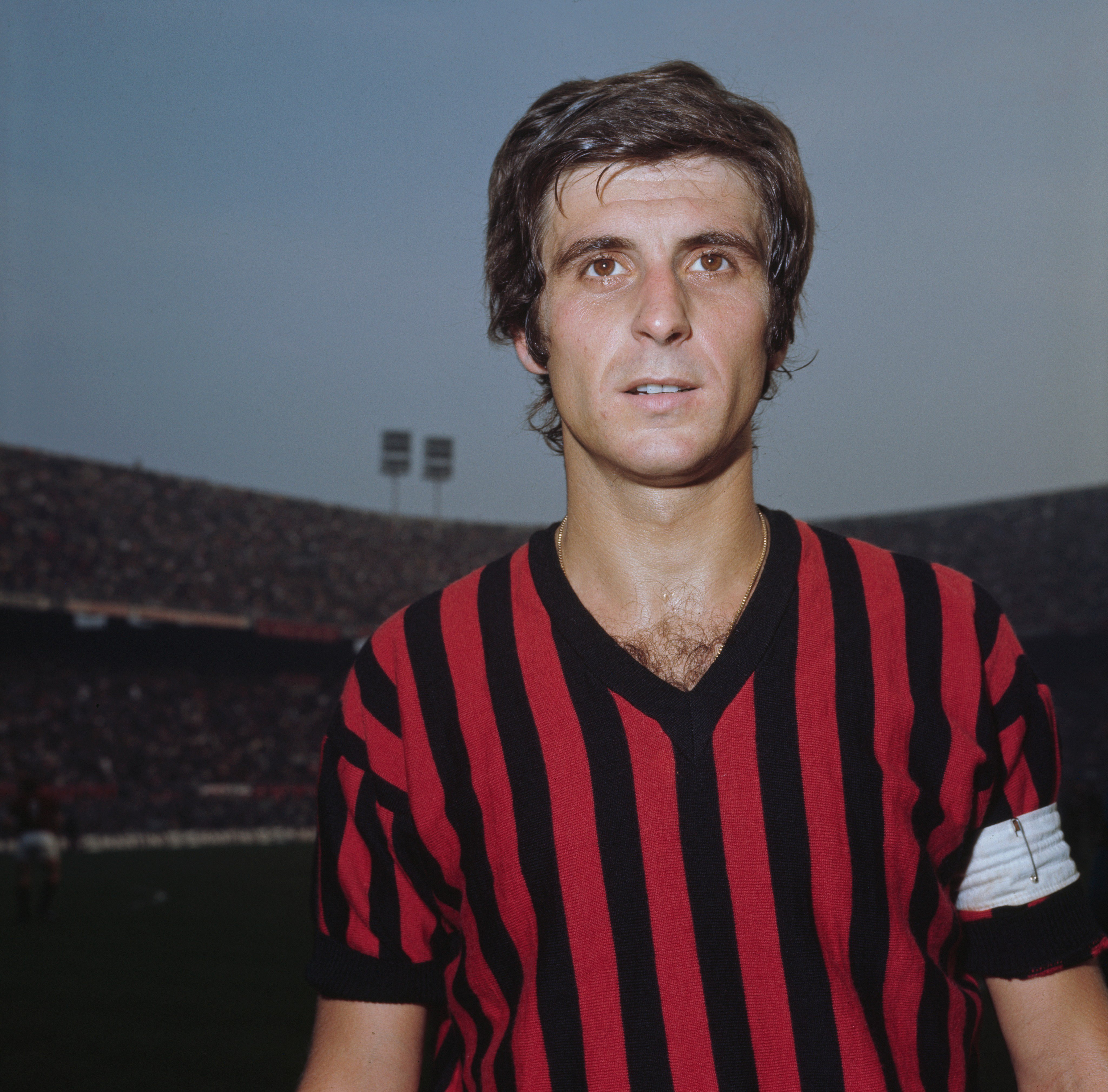
Gianni Rivera, campione d'Europa 1968 e finalista mondiale 1970

Campioni del Mondo: 8
- Pietro Arcari  (Italia 1934)
- Franco Baresi  (Spagna 1982)
- Fulvio Collovati  (Spagna 1982)
- Gennaro Gattuso  (Germania 2006)
- Alberto Gilardino  (Germania 2006)
- Filippo Inzaghi  (Germania 2006)
- Alessandro Nesta  (Germania 2006)
- Andrea Pirlo  (Germania 2006)

Campioni d'Europa: 6
- Angelo Anquilletti  (Italia 1968)
- Giovanni Lodetti  (Italia 1968)
- Pierino Prati  (Italia 1968)
- Gianni Rivera  (Italia 1968)
- Roberto Rosato  (Italia 1968)
- Gianluigi Donnarumma  (Europa 2020)

## Calciatori non italiani
Campioni del Mondo: 2
- Marcel Desailly  (Francia 1998);
- Roque Júnior  (Corea del Sud-Giappone 2002).

Campioni d'Europa: 2
- Marco van Basten  (Germania Ovest 1988);
- Ruud Gullit  (Germania Ovest 1988).

Campioni del Sudamerica: 1
- Lucas Paquetá  (Brasile 2019).

Campioni d'Africa: 1
- Fodé Ballo-Touré  (Camerun 2021).

CONCACAF Gold Cup: 1

Il francese Marcel Desailly, campione del mondo 1998

- Santiago Giménez  (Stati Uniti e Canada 2025).

Ori Olimpici: 1
- Fabricio Coloccini  (Atene 2004).

FIFA Confederations Cup: 4
- Leonardo  (Arabia Saudita 1997);
- Dida  (Germania 2005);
- Kaká   (Germania 2005 e Sudafrica 2009);
- Pato  (Sudafrica 2009).

UEFA Nations League: 4
- Theo Hernández  (Italia 2021);
- Mike Maignan  (Italia 2021);
- João Félix  (Germania 2025);
- Rafael Leão  (Germania 2025).

CONCACAF Nations League: 4
- Sergiño Dest  (Stati Uniti 2023);
- Yunus Musah  (Stati Uniti 2024);
- Christian Pulisic  (Stati Uniti 2024);
- Santiago Giménez  (Stati Uniti 2025).